# UIQ
UIQ (User Interface Quartz) ist eine grafische Benutzeroberfläche für Mobiltelefone, die auf dem Betriebssystem Symbian aufsetzt. Sie wird seit 2009 nicht mehr weiterentwickelt. UIQ Technology, die Entwicklerfirma, war eine Tochterfirma der Symbian Ltd. und wurde im November 2006 von Sony Ericsson übernommen. Mit Gründung der Symbian Foundation und Überführung von Symbian OS in die Symbian-Plattform gaben Sony Ericsson und Motorola ihre Unterstützung von UIQ auf, das Entwicklerunternehmen erklärte im Januar 2009 seinen Bankrott.

## Geschichte
UIQ verwendet eine Bildschirmgröße von 208–240 × 320 Pixel und wurde für die Eingabe per Stift optimiert. Zum Lieferumfang der Oberfläche gehören die Telefonfunktion, die Nachrichtenfunktionen wie SMS, MMS, E-Mail, die Aufgabenliste (to-do list), eine Sprachaufzeichnung, die Verwaltung von Kontakten auf dem Telefon, ein Kalender, eine Notizfunktion sowie ein Webbrowser zum mobilen Surfen im Internet. Alle Funktionen lassen sich dabei mit einem Stift auf dem Touchscreen anwählen. Voraussetzung für die Funktion von UIQ ist mindestens die Version 7 von Symbian OS.
Die im Jahr 2005 neu vorgestellte Version 3.0 von UIQ unterstützt auch die Einhandbedienung auf Mobiltelefonen ohne Touchscreen. Damit war UIQ ab dieser Version ein direkter Wettbewerber zur Benutzungsoberfläche S60 von Nokia, die in der jüngsten Version Bildschirmgrößen bis 352 × 416 Pixel bedient (bzw. größer beim Nokia E90). Unter den ersten Geräten mit UIQ 3.0 war das umfangreich ausgestattete Smartphone Sony Ericsson P990i, das Business-Mobiltelefon Sony Ericsson M600i sowie das Sony Ericsson W950i aus der Walkman-Reihe. Die aktuellen Sony-Ericsson-Smartphones mit UIQ sind das P1i, das die Vorteile des M600i (fixe Tastatur mit Doppelbuchstaben) mit denen des P990i (Ausstattung) in einem kompakten Gerät vereint sowie das Sony Ericsson W960i, das mehr Wert auf Multimedia-Anwendungen legt und über eine klassische Zifferntastatur verfügt.
Motorola stellte 2007 anlässlich des 3GSM World Congress nach längerer Zeit wieder ein UIQ-Smartphone namens MOTORIZR Z8 vor. Mit einem aufschiebbaren, ergonomischen Design für eine Einhandbedienung ohne drucksensitiven Bildschirm ausgestattet, war es ab April 2007 verfügbar.
Die beiden Eigentümer, Motorola und Sony Ericsson, gaben 2008 bekannt, keine neuen UIQ-Smartphones mehr auf den Markt zu bringen. Den 270 Mitarbeitern, die für die Entwicklung der Bedienoberfläche verantwortlich waren, wurde gekündigt. Gründe für die Aufgabe des Gemeinschaftsunternehmens waren darin zu suchen, dass das Interface nicht genügend Anklang auf dem Markt gefunden hat und dass die gemeinsame Open-Source-Symbian-Plattform auf S60 statt auf UIQ basieren sollte.

## UIQ-Mobiltelefone
Neuste zuerst:
- Sony Ericsson G900
- Sony Ericsson G700
- Sony Ericsson W960
- Sony Ericsson P220 "BeiBei"  (unveröffentlicht)
- Sony Ericsson P2 "Paris"  (unveröffentlicht)
- Sony Ericsson P1i
- Sony Ericsson W950
- Sony Ericsson P990
- Sony Ericsson M610 (unveröffentlicht)
- Sony Ericsson M600
- Sony Ericsson P910
- Sony Ericsson P900
- Sony Ericsson P800
- Motorola MOTORIZR Z8
- Motorola MOTORIZR Z10
- Motorola M1000
- Motorola A1000
- Motorola A925
- Motorola A920
- Arima U308
- Arima U300
- BenQ P30